# To Anyone
To Anyone — дебютний студійний альбом південнокорейського жіночого гурту 2NE1, випущений 9 вересня 2010 року лейблами YG Entertainment і CJ E&M. Продюсерами альбому виступили CEO YG Entertainment Ян Хюн Сок, Teddy та e.knock. Альбом класифіковано як переважно поп з елементами інших жанрів, включаючи R&B, денс та гіп-гоп.
To Anyone отримав комерційний успіх у Південній Кореї, дебютувавши на першій сходинці чарту Gaon Album Chart та посівши перше місце у місячному чарті альбомів Gaon. Загалом було продано більше 150 000 фізичних копій альбому.

## Історія
У серпні 2010 року CEO YG Entertainment Ян Хюн Сок анонсував, що 2NE1 будуть просувати три головних сингла для їхнього першого повноформатного альбому. Для кожного треку буде знято музичний кліп. Пізніше були оголошені назви цих треків — «Clap Your Hands», «Go Away» та «Can't Nobody». Текст та музика до «Clap Your Hands» були написані продюсером e.knock, а для «Go Away» та «Can't Nobody» — Тедді Паком. За два дні до релізу альбому кількість попередніх замовлень досягла 120 000 фізичних копій. До кінця вересня було продано 100 000 копій. 28 жовтня було анонсовано реліз японської версії альбому 8 грудня 2010 лейблі Avex Trax. Реліз альбому To Anyone в Японії відзначив би дебют гурту на місцевому ринку. Втім, пізніше було анонсовано, що реліз альбому відкладається, бо YG Entertainment та Avex хочуть доробити його. Також було анонсовано, що альбом вийде у продаж у Таїланді. YG Entertainment також анонсували співпрацю з Universal Records для релізу альбому на Філіппінах.

## Трек-лист
| #     | Назва                                                   | Автор слів             | Автор музики           | Аранжування   | Тривалість |
| ----- | ------------------------------------------------------- | ---------------------- | ---------------------- | ------------- | ---------- |
| 1.    | «Can't Nobody»                                          |                        |                        | Teddy         | 3:28       |
| 2.    | «Go Away»                                               |                        |                        | Teddy         | 3:39       |
| 3.    | «Clap Your Hands» (박수쳐, Baksu Chyeo)                 | e.knock                | e.knock                |               | 3:42       |
| 4.    | «I'm Busy» (난 바빠, Nan Bappa)                         | Big Tone               | PK, Big Tone           | PK            | 3:38       |
| 5.    | «It Hurts (Slow)» (아파, Apa)                           | e.knock, Sunwoo Jungah | e.knock, Sunwoo Jungah | Sunwoo Jungah | 4:16       |
| 6.    | «Love Is Ouch» (사랑은 아야야, Salangeun Ayaya)         | Masta Wu               | Choice37, Big Tone     | Choice37      | 3:53       |
| 7.    | «You and I» (Bom solo)                                  |                        |                        | Teddy         | 3:54       |
| 8.    | «Please Don't Go» (CL and Minzy)                        |                        |                        | Teddy         | 3:18       |
| 9.    | «Kiss» (Dara solo featuring CL)                         |                        |                        | Teddy         | 3:33       |
| 10.   | «Try to Follow Me» (날 따라 해봐요, Nal Ddara Haebwayo) |                        |                        | Teddy         | 3:09       |
| 11.   | «I Don't Care» (Reggae Remix)                           | Teddy, e.knock         | Teddy, e.knock         | Sunwoo Jungah | 3:52       |
| 12.   | «Can't Nobody» (English Version)                        |                        |                        | Teddy         | 3:28       |
| 43:50 |                                                         |                        |                        |               |            |

## Критика
To Anyone отримав різноманітні відгуки від музичних критиків.

## Нагороди та номінації
| Рік  | Нагорода                     | Категорія                     | Номінант       | Результат | Прим.  |
| ---- | ---------------------------- | ----------------------------- | -------------- | --------- | ------ |
| 2010 | Dosirak Music Awards         | Album of the Year             | To Anyone      | Перемога  |        |
| 2010 | 25th Golden Disc Awards      | Disk Bonsang                  | To Anyone      | Номінація |        |
| 2010 | 12th Mnet Asian Music Awards | Best Music Video              | «Can't Nobody» | Перемога  | [ 8 ]  |
| 2010 | 12th Mnet Asian Music Awards | Album of the Year             | To Anyone      | Перемога  | [ 8 ]  |
| 2010 | 2nd Melon Music Awards       | Album of the Year             | To Anyone      | Перемога  | [ 9 ]  |
| 2011 | 8th Korean Music Awards      | Best Dance & Electronic Album | To Anyone      | Перемога  | [ 10 ] |
| 2011 | 6th Myx Music Awards         | Favorite K-pop Video Award    | «Go Away»      | Перемога  | [ 11 ] |